# Великий Бор (Хойникский район)
Великий Бор (бел. Вялі́кі Бор) — агрогородок в Великоборском сельсовете Хойникского района Гомельской области Беларуси. Административный центр Великоборского сельсовета.

## География

### Расположение
В 22 км на север от Хойники, 6 км от железнодорожной платформы Авраамовская (на ветке Василевичи — Хойники от линии Гомель — Калинковичи), в 99 км от Гомеля.

### Гидрография
Через деревню проходит мелиоративный канал, соединённый с рекой Припять (приток реки Днепр). Недалеко расположено Великоборское водохранилище.

## Транспортная сеть
Транспортные связи по просёлочной, а затем автодороге Хойники — Речица. Планировка состоит из криволинейной с переулками улицы, ориентированной с юго-запада на северо-восток и пересекаемой прямолинейной короткой улицей. Застройка двусторонняя, преимущественно деревянная, усадебного типа. В 1986-92 годах построены кирпичные дома на 68 квартир, в которых разместились переселенцы из загрязнённых радиацией мест после катастрофы на Чернобыльской АЭС.

## История

Герб «Бонча» рода Харлинских

Обнаруженное археологами городище раннего железного века (в 0,8 км на юг от деревни, в урочище Семеч) свидетельствует о заселении этих мест с давних времён. 
По письменным источникам известна с XVI века как селение в Киевском воеводстве Королевства Польского. В источнике, датированном 26 июня 1600 года, засвидетельствована принадлежность Великого Бора к Остроглядовскому имению, отписанному Щастным Харлинским сыну Николаю. С тех пор и до реформенного периода селение принадлежало тем же владельцам, что и Хойники с Остроглядами, то есть после Харлинских — Николаю Абрамовичу, Максимилиану Брозовскому, князьям Шуйским, семейству Прозоров.
После 2-го раздела Речи Посполитой (1793 год) в составе Российской империи. По инвентарю 1844 года в составе поместья Хойники Владислава Прозора. В 1850 году действовала Рождества-Богородицкая церковь (сохранялись метрические книги с 1865 года). Вместо устаревшего в 1871 году построено новое деревянное здание церкви. Согласно переписи 1897 года действовали народное училище, хлебозапасный магазин, корчма. В 1908 году в Хойникской волости Речицкого уезда Минской губернии.
С 8 декабря 1926 года до 1986 года центр Великоборского сельсовета Хойникского района Речицкого, с 9 июня 1927 года Гомельского (до 26 июля 1930 года) округов, с 20 февраля 1938 года Полесской, с 8 января 1954 года Гомельской областей.
В 1930 году работали школа, отделение потребительской кооперации. В 1930 году организован колхоз «Красный Бор», работали кирпичный завод, кузница, ветряная мельница, стальмашня. Во время Великой Отечественной войны 3 июня 1943 года оккупанты сожгли 265 жителей (похоронены в могиле жертв фашизма около школы), сожгли 262 двора. 118 жителей погибли на фронте. Согласно переписи 1959 года центр совхоза «Великоборский». Расположены 9-летняя школа, Дом культуры, библиотека, 2 магазина, отделение связи, детский сад.
В состав Великоборского сельсовета до 1995 года входили (в настоящее время не существующие) деревни Береснёвка, Руденка, Старч.

## Население
Около 1000 человек

### Численность
- 2004 год — 375 хозяйств, 1052 жителя.

### Динамика
- 1721 год — 21 двор.
- 1754 год — 36 дворов.
- 1850 год — 69 дворов, 441 житель.
- 1885 год — 58 дворов, 527 жителей.
- 1897 год — 162 двора, 795 жителей (согласно переписи).
- 1908 год — 184 двора, 989 жителей.
- 1930 год — 211 дворов, 1200 жителей.
- 1940 год — 420 дворов, 1800 жителей.
- 1959 год — 988 жителей (согласно переписи).
- 2004 год — 375 хозяйств, 1052 жителя.

## Культура
- Музей ГУО "Великоборская средняя школа имени Б. И. Саченко"
- Великоборский Центр досуга — Филиал ГУК "Хойникский районный Дом культуры"

### Традиции
- В культуре жителей деревни Великий Бор существует традиция проведения обряда «Проводы русалки» —  Историко-культурная ценность Республики Беларусь, шифр 33БЛ000093. Этому обряду чуть более за 100 лет. В середине 1990-х гг. Обряд жителями деревни был возрождён. В наше время обряд проходит ежегодно в следующее воскресенье после православной Троицы[4].

## События и мероприятия
- Обряд «Проводы русалки» (14 июня 2025).

## Достопримечательность
- Городище периода раннего железного века, 1-е тыс. да н.э. – 1-е тыс. н.э., 1 км от агрогородка, урочище Городок —  Историко-культурная ценность Республики Беларусь, шифр 313В000794.
- Памятник землякам, погибшим в годы Великой Отечественной войны (1971 год).

## Известные уроженцы
- Петрович, Борис Петрович — белорусский писатель, журналист
- Саченко, Борис Иванович — советский и белорусский прозаик, публицист, переводчик
- Саченко, Иван Иванович — белорусский журналист, публицист, доктор исторических наук, профессор, лауреат премии Союза журналистов БССР